# Principado de Domba

Escudo de Domba

El Principado de Domba, primero un señorío, fue una jurisdicción feudal, al sur de Bresse, al este de Beaujolais, al norte de Lyonnais y al sur de Mâcon. Estaba formado por doce castillosː Ambérieux-en-Dombes, Baneins, Beauregard, Chalamon, Le Châtelard, Lent, Lignieu, Montmerle, Saint-Trivier, Thoissey, Trévoux y Villeneuve.
La parte esencial de estas tierras pasó a formar parte del Señorío de Beaujeu, junto con el Señorío de Miribel, mediante el matrimonio de Hubert V de Beaujeu con Margarita de Bugey (hija de Guiu, Señor de Bugey y Bresse), y completados por otros territorios adquiridos a través de enlaces posteriores con los señores de Bugey y Bresse y con la casa de Saboya.
El último Señor de Beaujeu, Eduardo II, cedió el territorio a Luis II de Borbón hacia el año 1400. Continuó perteneciendo a la Casa de Borbón hasta que  Susana de Borbón, que se casó con su primo Carlos III de Borbón, falleció sin herederos y surgió un litigio entre el condestable de Borbón (su marido) y Luisa de Saboya (madre del rey Francisco I de Francia); y la segunda fue reconocida como Señora. Carlos se alió con el enemigo de Francia (Carlos I de España) y todas sus tierras le fueron confiscadas pero, en virtud de los Tratados de Madrid y de Cambray, las tierras le fueron devueltas a Luis de Borbón-Vendôme, príncipe de La Roche-sur-Yon, que recibió el Ducado de Châtelleraud, el de Beaujolais y el Señorío de Domba y, hacia el año 1560, fue reconocido como Duque de Montpensier. Se abrió el Parlamento de Domba (las sesiones se celebraban en Lyonn). Ana María Luisa de Orleans le donó, mediante chantaje, la soberanía a Luis Augusto de Borbón (Duque de Maine) en el año 1682. El hijo de este último, Luis Carlos de Borbón (Conde de Eu), cedió la soberanía a Francia a cambio del Ducado de Gisors, en el año 1762. Domba fue incorporado a la Corona francesa y dejó de ser independiente. 

## Señores de Domba
Dinastía de Beaujeuː
- Hubert V de Beaujeau (1185 - 1250).
- Guixard de Beaujeau (1250 - 1265).
- Renaud de Beaujeau (1265 - 1277).
- Luis I de Beaujeau (1277 - 1295).
- Guixard II de Beaujeau "El Grande" (1295 - 1331).
- Eduardo I (1331 - 1351).
- Antonio (1351 - 1374).
- Eduardo II (1374 - 1400).

Dinastía de Borbónː
- Luis II de Borbón, duque de Borbón, (1400 - 1410).
- Juan I de Borbón (1410 - 1434).
- Carlos I de Borbón (1434 - 1456).
- Juan II de borbón (1456 - 1488).
- Pedro de Borbón (1488 - 1503).
- Susana de Borbón (1503).
- Carlos II de Borbón-Montpensier (1503 - 1527).

Dinastía de Francia
- Luisa de Saboya (1527).
- Francisco I de Francia (1527 - 1547).
- Enrique II de Francia (1547 - 1559).
- Francisco II de Francia (1559 - 1560).

## Soberanos de Domba
Dinastía de Borbón-Montpensiér.
- Luis III de Borbón-Montpensier.
- Francisco III de Borbón-Montpensier.
- Enrique II de Borbón-Montpensier.
- María de Borbón-Montpensier.
- Ana María Luisa de Orleans.

Dinastía de Borbón-Maine
- Luis Augusto de Borbón.
- Luis Augusto II de Borbón.
- Luis Carlos de Borbón.

- Permuta del principado por el ducado de Gisors 1762

- Datos: Q17354752